# ゆうゆうワイド (NHK山口)
『ゆうゆうワイド』は、NHK山口放送局で1997年から2010年3月26日まで放送されていた夕方の地域情報番組。

## 概要
1997年4月、「ゆうゆうワイド山口」としてスタート。途中からリニューアルに際し「山口」を外した。
北九州放送局を柱として、山口・福岡3局相互間では日常的にニュース素材を交換している。このため、この番組で取り上げられた内容が「こんばんは北九州」「旧NEWSシャトル北九州」でも放送されることがあったほか、逆に「こんばんは北九州」の企画の一部がこの番組でも放送されていた。
2006年春改編で拠点局発の地域情報番組が強化され、17時台前半に『情報いちばん!ちゅうごく』が、後半部も自社制作の『てれのんた』が入ることとなり、前番組の『イブニングネットワークやまぐち』以来の18時台のみの放送となった。結果として1年後に17時台の番組は双方終了するが、その後は東京発の『ゆうどき』となった。
2010年3月26日で終了、「情報維新!やまぐち」に移行した。

## 放送時間
- 平日 18:10 - 19:00
  - 2006年3月10日までは17:10 - 19:00であった。

## キャスター
最晩期の担当者
- 柴田拓
- 安田真一郎
- 鈴木寛子
- 毛利千亜樹
- イ・ユミ（キョンサン南道便り）
- 山口久美子（予報士に聞く）
日本気象協会九州支社所属気象予報士
- 牧陽子（関門便り）
不定期にVTRで出演。元々下関支局所属で、その後北九州局に移る。

安田、毛利、山口は「情報維新!」に移行したが、残りは柴田を除き全員退局した。

## 主なコーナー
- 18:10　オープニング
  - 県内ニュース
- 18:20　日替わり
  - （月）インタビュー
  - （火）特集
  - （水）特集
  - （木）特集・中継
  - （金）気象予報士に聞く・週末情報
- 18:34　季節の映像
  - 気象情報
  - 県内ニュース
- 18:40　日替わり
  - （月）経済企画（北九企画）・ビデオ便り
  - （火）カメラマンリポート・ビデオ便り
  - （水）キョンサン南道便り（慶尚南道は山口県と友好関係にある。） ・ビデオブリッジ
  - （木）フリー企画・ビデオ便り
  - （金）関門便り（下関支局や北九州局の取材により、関門地区の情報を伝えている。以前はCOME ON!FMのDJが伝えていた。）・国民文化祭情報・ビデオブリッジ
- 18:50 ニュースリフレイン・あすの動き
- 18:52 気象情報（首都圏ネットワーク）
- 18:54 気象情報（山口）
- 18:58 エンディング